# Exechia concinna
Exechia concinna är en tvåvingeart som beskrevs av Johannes Winnertz 1863. Exechia concinna ingår i släktet Exechia och familjen svampmyggor. Inga underarter finns listade i Catalogue of Life.

## Bildgalleri

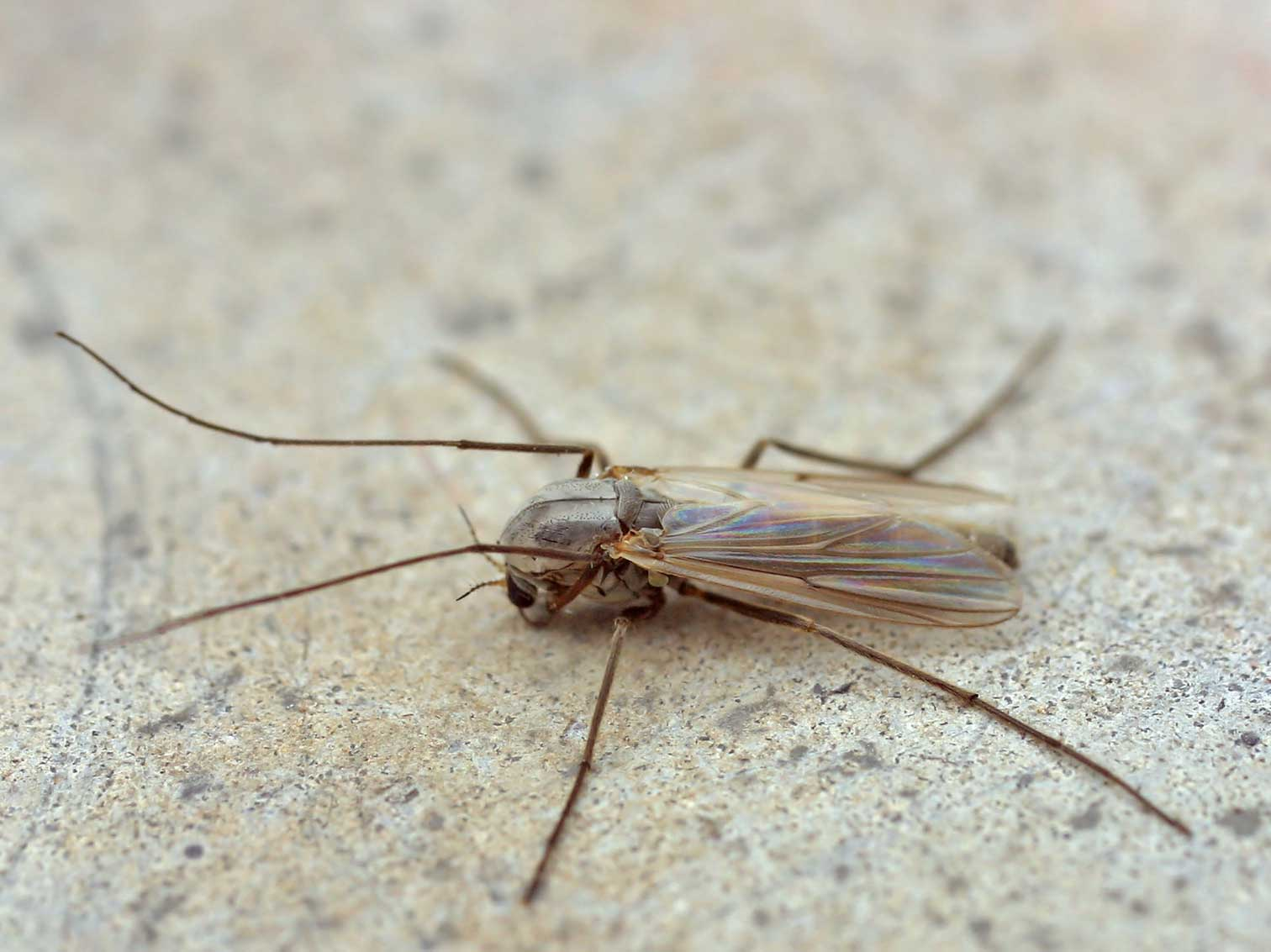